# Granalla
La granalla és un abrasiu amb forma de perdigó rodó o angular de dimensió entre 0.1 i 8 mm i que conté un elevat percentatge de carboni. S'utilitza per tallar blocs de granit i en el tractament de superfícies per granallat. Granallar és l'impacte continu de partícules abrasives (granalla d'acer) a velocitat elevada (65- 110 m/s).

## Fabricació
La granalla es produeix en un procés de fusió en forns elèctrics de ferralla seleccionada.
La composició química de l'acer líquid s'analitza mitjançant l'espectrometria òptica.
Durant el procés d'atomització, el líquid metàl·lic es transforma en partícules de granalla, la mida i forma física de les quals, es controla meticulosament. Finalment, es classifica segons la granulometria i s'envasa.

## Usos
La granalla talla els blocs de granit que s'extreuren de les pedreres mitjançant els "telers", els quals són màquines que disposen de fleixos d'acer que tallen el granit en taulers.
La granalla se suspèn en una barreja d'aigua, pols de granit i calç que s'introdueix entre el bloc i el fleix fins que s'aconsegueix el tall final. Tot i ser un mètode antic, se segueix realitzant, ja que, gràcies a les millores tecnològiques, ha esdevingut un mètode econòmic i ràpid per efectuar serrats de blocs de granit en xapes de gruix comercial.
L'hidròxid de calci forma part de la lletada que cobreix l'àrea de tall del bloc de granit i, alhora, transporta la granalla d'acer que actua com abrasiu.
S'utilitza, també, per preparar grans superfícies d'acer de més de 10 mm de gruix en tallers de caldereria. La granalla es projecta a pressió sobre les peces per eliminar l'òxid i altres imperfeccions degudes als laminat. D'aquesta manera, el material està preparat per a ser pintat. La projecció és efectuada dins cabines tancades que permeten que es pugui reutilitzar.
Un cop ha perdut el poder abrasiu degut al desgast, la granalla es renova. Cal que els operaris que s'encarreguen de dur a terme aquestes tasques utilitzin roba de treball adequada per a evitar accidents.